# Gröppasnylting
Gröppasnylting (Syzygospora mycophaga) är en lavart som först beskrevs av Mads Peter Christiansen, och fick sitt nu gällande namn av Hauerslev 1996. Enligt Catalogue of Life ingår Gröppasnylting i släktet Syzygospora,  och familjen Carcinomycetaceae, men enligt Dyntaxa är tillhörigheten istället släktet Syzygospora,  och familjen Syzygosporaceae. Arten är reproducerande i Sverige. Inga underarter finns listade i Catalogue of Life.